# Novasol
Novasol A/S (Eigenschreibweise NOVASOL) ist ein europaweit tätiges Unternehmen mit Hauptsitz in Virum bei Kopenhagen und vermittelt in 28 Ländern Europas Ferienhäuser und Ferienwohnungen.

## Geschichte
Das Unternehmen wurde am 28. Dezember 1968 im Kopenhagener Stadtteil Nørrebro als Nordisk Ferie gegründet. Gründer des Unternehmens war Frederik Heegaard. In den ersten Jahren nach der Gründung expandierte das Unternehmen vor allem im skandinavischen Raum und nach Deutschland. Seit den 1990er Jahren kamen die Märkte Polen und Tschechien hinzu. Anfang der 2000er Jahre wurden Dansommer und Cendant übernommen.
2002 übernahm die heutige Wyndham Vacation Rentals Novasol. 2006 wurde Novasol in Wyndham Exchange & Rentals aufgenommen. Novasol ist in 21 Ländern in Skandinavien und Kontinentaleuropa vertreten. Novasol war Anfang der 2010er Jahre der größte europäische Anbieter von individuellen Ferienhäusern mit 25.000 Einheiten.
Im Jahr 2015 erfolgte die Übernahme von Happy Home, einem holländischen Ferienimmobilienvermittler mit insgesamt 2.600 Objekten. 2016 hat Novasol Friendly Rentals, einen spanischen Anbieter von Ferienwohnungen, und den belgischen Anbieter Ardennes-Etappe übernommen. Anfang 2017 übernahm Novasol die deutsche Plattform für Privatwohnungen Wimdu von 9flats.com.
Das Unternehmen gehörte ursprünglich zur US-amerikanischen Wyndham Worldwide Gruppe und befindet sich seit Februar 2018 im Portfolio von Platinum Equity. Der Verkaufswert betrug 1,3 Mrd. $.

## Unternehmensstruktur
Novasol vermittelt europaweit rund 50.000 Ferienunterkünfte mit jährlich ca. zwei Millionen Gästen (Stand: 2016) und ist der größte Ferienhausanbieter Nordeuropas. Das Unternehmen war eine Tochtergesellschaft von Wyndham Vacation Rentals. In der Regel arbeiten 1.500 Angestellte für das Unternehmen Novasol. Neben der Zentrale in Dänemark besitzt die Unternehmensgruppe weitere Standorte in Europa. Die Marken sind Dansommer, Cuedent, Happy Home, Friendly Rental, Ardennes Etape und Wimdu.

## Gesellschaften und Standorte
NOVASOL AS (Oslo), NOVASOL GmbH und NOVASOL Reise GmbH (Hamburg), NOVASOL AB (Schweden), NOVASOL S.R.O (Prag), NOVASOL Polska Sp. Z.o.o. (Stettin), NOVASOL B.V. (Eindhoven), NOVASOL Hungari Kft. (Siofok), NOVASOL Turisticka agencija d.o.o. (Medulin), Friendly Rentals S.L. (Madrid), Cuendet & Cie SPA (Siena).

## Unternehmensgruppe Novasol
Die Unternehmensgruppe Novasol gliedert sich in die oben benannten Marken, so sind u. a. happyhome, Arennes-Etape und Friendly Rentals ein fester Bestandteil der Marke zu den bereits bestehenden dansommer und Cuedent. Neben den verschiedenen Marken der Novasol-Gruppe gibt es noch einen gesonderten Bereich, hierbei handelt es sich um das Novasol Fishing Produkt.
In den letzten Jahren zwischen 2014 und 2016 entwickelte sich das Unternehmen vom Umsatz her positiv und schaffte die 100. Mio. € Grenze und gehört damit zu den größeren touristischen Anbieter in Europa.
Der Umsatz für 2017 betrug umgerechnet 371.774.408 €.

## Schwerpunkt der touristischen Tätigkeiten
Novasol ist auf die Vermietung von Ferienhäusern/Ferienwohnungen und Hausbooten sowie Ferienhausdörfern in Europa spezialisiert. Die Unternehmensgruppe Novasol hat verschiedene Partnerschaften mit touristischen Anbietern wie beispielsweise verschiedenen touristischen Agenturen; aber auch starke Bindung zu Reedereien, mit denen langjährige Partnerschaften gepflegt werden. Als erstes außereuropäisches Produktland wurde Ägypten 2018 mit in das Produktsortiment aufgenommen.
Das Produktportfolio setzt sich aus verschiedenen Konzepten zusammen:
- Ferienhäuser & Ferienwohnungen
- Apartmentanlagen
- Ferienhausdörfer
- Hausboote, schwimmende Häuser
- Gruppenunterkünfte

## Mitgliedschaften
NOVASOL ist Mitglied im DRV. 

## Soziale Projekte
Das Unternehmen Novasol unterstützt regelmäßig soziale Projekte beispielsweise in Albanien.

## Kritik
Aufgrund der COVID-19-Pandemie kam es im Sommer 2020 auf Bewertungsforen zu zahlreichen Beschwerden von Kunden über Novasol, da das Unternehmen die vollständige Rückzahlung von bereits bezahlten Reisekosten für Reisen ablehnt, die wegen der Pandemie storniert werden mussten. Kunden berichten, dass Novasol lediglich eine Umbuchung oder Rückerstattung in Höhe von 20 % des Reisepreises anbietet. Zu Beginn der Pandemie hat Novasol zudem seine allgemeinen Geschäftsbedingungen geändert, womit das Unternehmen jetzt berechtigt ist, alle bereits geleisteten Zahlungen einzubehalten. Auch die internationale Reisewarnung des Auswärtigen Amtes bleibt unberücksichtigt.